# Mollinedia lamprophylla
Mollinedia lamprophylla es una especie de planta de flores perteneciente a la familia Monimiaceae. Es endémica de Brasil en Río de Janeiro. Está tratada en peligro de extinción por pérdida de hábitat.
Anteriormente bien conocida, esta especie es hora extremadamente escasa. Búsquedas extensivas han localizado dos especímenes hembra en la selva de Corcovado. Un espécimen tiene, sin embargo, semillas, sugiriendo que al menos una especie macho produce polen en la vecindad.

## Fuente
- Varty, N. 1998.  Mollinedia lamprophylla.   2006 IUCN Red List of Threatened Species.   Bajado el 22-08-2007.